# Tangara rouge
Chrysothlypis salmoni
Pour les articles homonymes, voir Tangara rouge (homonymie).
Espèce
Statut de conservation UICN

 LC  : Préoccupation mineure
Le Tangara rouge (Chrysothlypis salmoni) est une espèce de passereaux appartenant à la famille des Thraupidae.

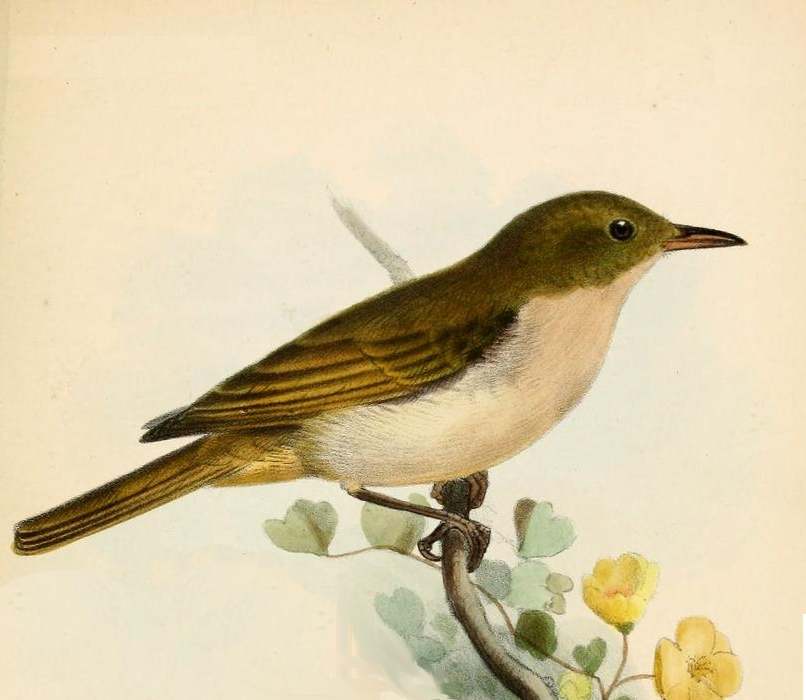
Femelle